# جینا بلمن
جینا بلمن (انگلیسی: Gina Bellman؛ زادهٔ ۱۰ ژوئیهٔ ۱۹۶۶) بازیگر اهل بریتانیا است. وی از سال ۱۹۸۴ میلادی تاکنون مشغول فعالیت بوده‌است.
از فیلم‌ها یا مجموعه‌های تلویزیونی که وی در آن‌ها نقش داشته‌است، می‌توان به ناپلئون و قصه‌گو اشاره نمود.